# Georg-Wilhelm Rodewald

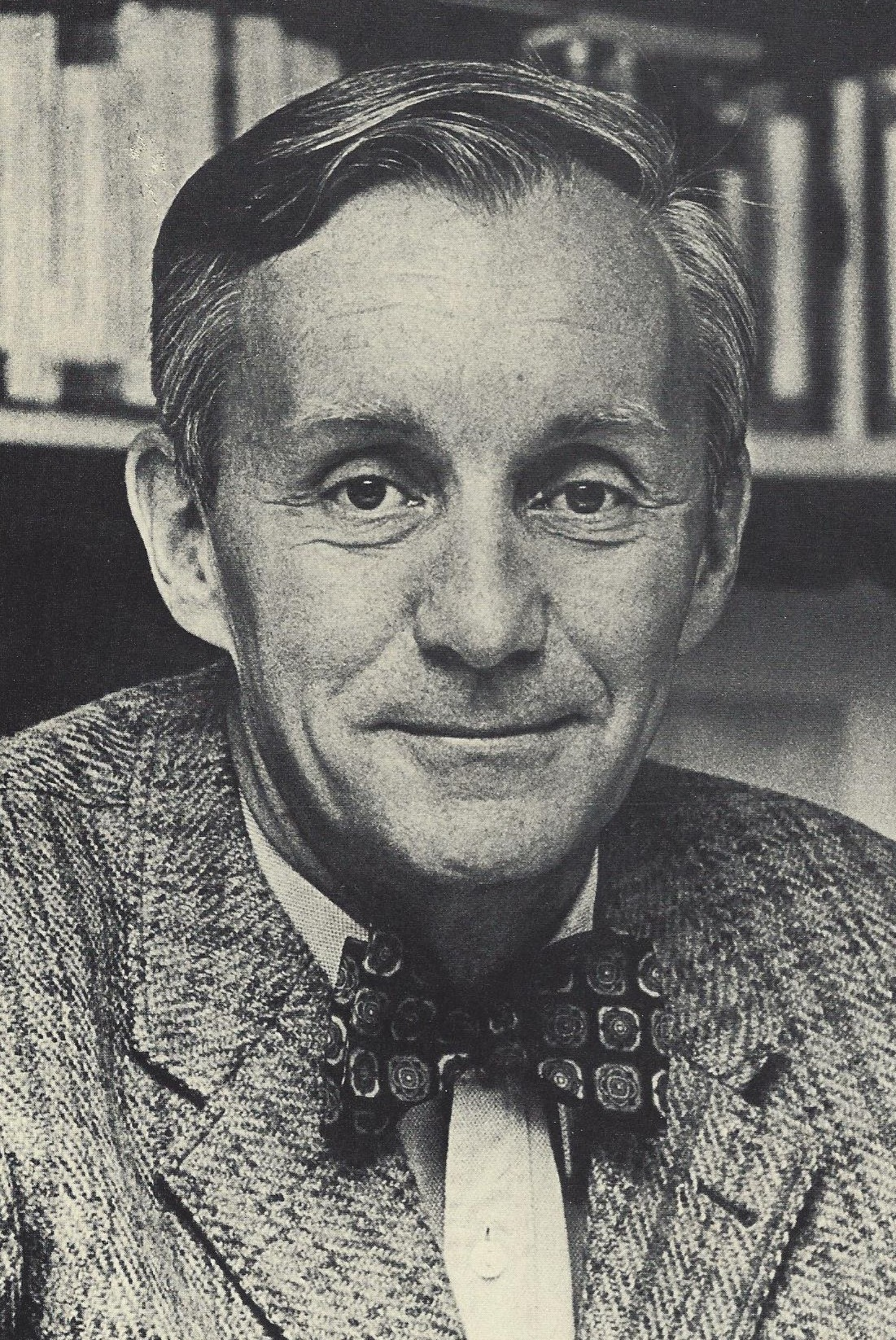
Georg Rodewald

Georg-Wilhelm Rodewald (* 13. März 1921 in Kiel; † 27. Juni 1991 in Hamburg) war ein deutscher Herzchirurg.

## Leben
Als Sohn des Kieler Arztes Berthold Rodewald wurde Georg Rodewald 1927 in Kiel eingeschult. 1928 zog die Familie nach Waldenburg in Niederschlesien. Dort besuchte er ab 1931 das humanistische Gymnasium. Seit 1933 mit den Eltern wieder in Kiel, wechselte er auf die Kieler Gelehrtenschule, an der er 1939 das Abitur bestand. Am 29. Juni 1939 beantragte er die Aufnahme in die NSDAP und wurde zum 1. September desselben Jahres aufgenommen (Mitgliedsnummer 7.184.989).

### Wehrmacht und Studium
Nach vier Monaten beim Reichsarbeitsdienst wurde er für den Überfall auf Polen zum Heer (Wehrmacht) eingezogen. Er wurde im März 1944 verwundet und in Lazaretten behandelt. Noch auf Genesungsurlaub konnte er im Sommersemester 1944 an der Christian-Albrechts-Universität zu Kiel das Medizinstudium aufnehmen.  Ab November 1944 wieder kriegsverwendungsfähig, kehrte er in die Truppe zurück. Im Mai/Juni 1945 war er in US-amerikanischer Kriegsgefangenschaft. Danach begann er eine einjährige Lehre im Baugeschäft des Schwiegervaters. Im Wintersemester 1945/46 konnte er das Studium wieder aufnehmen. Ab 1948 war er HiWi bei Erich Opitz. Nachdem er im Juni 1950 das Staatsexamen mit „sehr gut“ bestanden hatte und ebenfalls mit „sehr gut“ zum Dr. med. promoviert worden war, blieb er als Medizinalassistent noch zwei Jahre in der Kieler Physiologie. 1951/52 war er Assistent in einer Münchner Arztpraxis für Innere Medizin.

### Hamburg
Unterstützt von der Deutschen Forschungsgemeinschaft begann er am 1. Oktober 1952 seine klinische Laufbahn im Universitätsklinikum Hamburg-Eppendorf. Mit der Förderung durch Albert Lezius trieb er den Aufbau der Herzchirurgie voran. Im November 1958 wurde er Facharzt für Chirurgie. Vier Wochen später habilitierte er sich. 1958/59 war er bei Clarence Crafoord und Åke Senning am Karolinska-Universitätskrankenhaus 1959 wurde die Herz-Lungen-Maschine bei acht Patienten eingesetzt. Seit 1962 Oberarzt, wurde er 1965 zum Extraordinarius und ersten Abteilungsdirektor der „Operativ Kardiologischen Abteilung“ ernannt. 1966 wurde sie in Abteilung für Herz- und Gefäßchirurgie umbenannt. Im Januar 1969 erhielt er ein Ordinariat für Herz- und Gefäßchirurgie und experimentelle Kardiologie. Von 1970 bis 1982 war er geschäftsführender Direktor der chirurgischen Klinik im UKE. Er gehörte zu den Gründern der Deutschen Gesellschaft für Thorax-, Herz- und Gefäßchirurgie und wurde am 9. Januar 1971 ihr erster Präsident. 1977 leitete er die 120. Tagung der Vereinigung Nordwestdeutscher Chirurgen (NWCH). Mit einer Delegation der Max-Planck-Gesellschaft reiste er im Oktober 1978 nach China. Von 1980 bis 1988 war er Erster Schriftführer (= Präsident) der NWCH. Zum 31. März 1987 wurde er emeritiert. Sein Schüler Peter Kalmár folgte ihm im Amt.

### Fachübergreifende Forschung
Für die Implikationen seines (noch nicht etablierten) Fachs hatte Rodewald einen ungewöhnlich weiten Blick. Mit dem Kieler Psychiater Hubert Speidel initiierte er das „Projekt über die Analyse von Bedingungsfaktoren der postoperativen psychopathologischen und neurologischen Auffälligkeiten bei Herzoperationen mit extrakorporaler Zirkulation im Rahmen des Sonderforschungsbereiches 115“.

## Ehrungen
- Dr.-Martini-Preis (1960)[2]
- Ehrenmitglied der Deutschen Gesellschaft für Thorax-, Herz- und Gefäßchirurgie[2]
- Ehrenmitglied der Vereinigung Nordwestdeutscher Chirurgen (1988)[6]
- Paul-Morawitz-Preis der Deutschen Gesellschaft für Kardiologie (1989)[11]
- Symposien im UKE zum 65. und 70. Geburtstag